# Glavica (Bosiljevo)
 Glavica  falu Horvátországban, Károlyváros megyében. Közigazgatásilag  Bosiljevóhoz tartozik.

## Fekvése
Károlyvárostól 19 km-re délnyugatra, községközpontjától 5 km-re északkeletre, a Kulpa jobb partján fekszik.

## Története
1857-ben 250, 1910-ben 149 lakosa volt. Trianon előtt Modrus-Fiume vármegye Vrbovskói járásához tartozott.  2011-ben 31-en lakták.

## Lakosság
| Lakosság változása | Lakosság változása | Lakosság változása | Lakosság változása | Lakosság változása | Lakosság változása | Lakosság változása | Lakosság változása | Lakosság változása | Lakosság változása | Lakosság változása | Lakosság változása | Lakosság változása | Lakosság változása | Lakosság változása | Lakosság változása |
| ------------------ | ------------------ | ------------------ | ------------------ | ------------------ | ------------------ | ------------------ | ------------------ | ------------------ | ------------------ | ------------------ | ------------------ | ------------------ | ------------------ | ------------------ | ------------------ |
| 1857               | 1869               | 1880               | 1890               | 1900               | 1910               | 1921               | 1931               | 1948               | 1953               | 1961               | 1971               | 1981               | 1991               | 2001               | 2011               |
| 250                | 223                | 252                | 223                | 172                | 149                | 125                | 136                | 101                | 98                 | 66                 | 60                 | 42                 | 35                 | 27                 | 31                 |